# 库赛
库赛（法語：Coussay，法語發音：[kusɛ]）是法国新阿基坦大区维埃纳省的一个市镇，位于该省西北部，属于沙泰勒罗区。

## 地理
库赛（46°50'15"N, 0°12'10"E）面积20.14 平方千米，位于法国新阿基坦大区维埃纳省，该省份为法国中西部省份，北起曼恩-卢瓦尔省和安德尔-卢瓦尔省，西接德塞夫勒省，南至夏朗德省，东南接上维埃纳省，东临安德尔省。
与库赛接壤的市镇（或旧市镇、城区）包括：舒普、杜赛、韦吕。

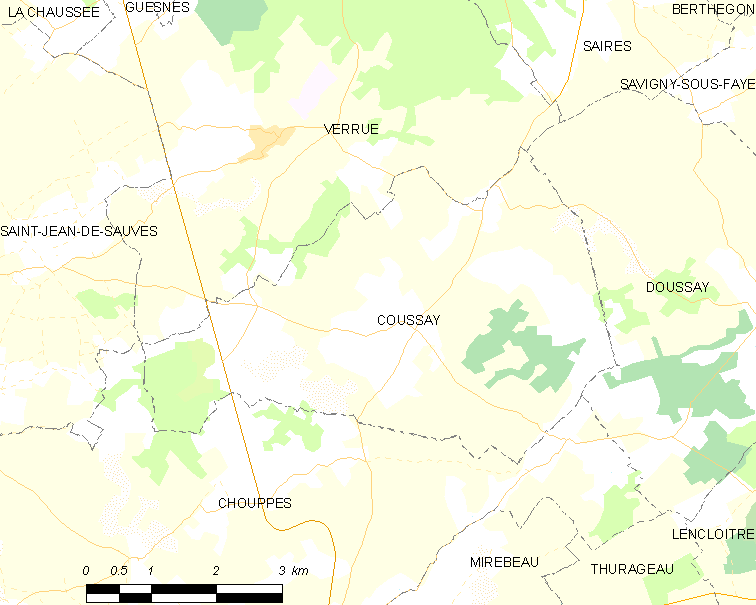
库赛的OSM定位图

库赛的时区为UTC+01:00、UTC+02:00（夏令时）。

## 行政
库赛的邮政编码为86110，INSEE市镇编码为86085。

## 政治
库赛所属的省级选区为卢丹县。

## 人口

1962-2008年间库赛人口变化图示

库赛于2022年1月1日时的人口数量为260人。